# Новиченко, Леонид Николаевич
Леонид Николаевич Новиче́нко (1914—1996) — советский и украинский литературный критик, литературовед.

## Биографические сведения
Родился 18 (31 марта) 1914 года в селе Русановка (ныне Липоводолинский район, Сумская область, Украина).
В 1939 году окончил КГУ имени Т. Г. Шевченко.
В годы Великой Отечественной войны был военным корреспондентом.
В 1943—1946 годах работал ответственным редактором газеты «Литература и искусство», в 1950—1952 годах — главным редактором журнала «Отчизна».
С 1949 года работал в Институте литературы имени Тараса Шевченко АН УССР. Доктор филологических наук. Профессор. Действительный член АН УССР (избран 28 марта 1985 года).
Умер 22 ноября 1996 года. Похоронен на Байковом кладбище. Иностранный член НАН Беларуси (1995).

## Награды
- четыре ордена Трудового Красного Знамени (в т. ч. 24.11.1960; 07.04.1964; 28.10.1967)
- орден Дружбы народов (30.3.1984)
- орден Красной Звезды
- медали
- Государственная премия УССР имени Т. Г. Шевченко (1968) — за книгу литературно-критических очерков и портретов «Не иллюстрация — открытие!»

## Ссылка
- Национальная академия наук Украины. Новиченко Леонид Николаевич
- Новиченко Леонид Николаевич в базе данных «История белорусской науки в лицах» Центральной научной библиотеки им. Якуба Коласа НАН Беларуси